# Lomographa mytylata
Lomographa mytylata là một loài bướm đêm trong họ Geometridae.